# Günther Brennecke
Günther Brennecke   (Goslar, 13 de gener de 1927 - Goslar, 25 de febrer de 2014) és un jugador d'hoquei sobre herba alemany, ja retirat, que va competir durant la dècada de dècada de 1950. Jugava de migcampista.
El 1952 va prendre part en els Jocs Olímpics d'Estiu de Hèlsinki, on fou cinquè en la competició d'hoquei sobre herba. Quatre anys més tard, als Jocs de Melbourne, guanyà la medalla de bronze en la mateixa competició.
Durant la seva carrera esportiva va jugar 46 partits internacionals entre 1951 i 1960. El 1954 va formar part de l'equip alemany que guanyà el Campionat d'Europa no oficial. A nivell de clubs jugà al Goslarer SC.